# Felipe & Falcão
Felipe & Falcão foi uma dupla sertaneja formada por Marcelo Justino de Moraes (Jataí, 14 de agosto de 1955), conhecido como Felipe, e Antônio Rosa Ribeiro (Morrinhos, 15 de setembro de 1956 – Goiânia, 18 de setembro de 2009), conhecido como Falcão, eles formaram uma dupla sertaneja brasileira que emplacou vários sucessos em 24 anos até que, infelizmente no dia 18 de setembro de 2009, aos 53 anos, Falcão morreu na cidade de Goiânia, devido a infecção generalizada e erisipela.
O último show da inesquecível dupla sertaneja Felipe & Falcão foi realizado em 20 de agosto de 2009 na cidade de Pedrinópolis. Juntos por 24 anos, os goianos formaram uma das duplas de maior prestígio e tradição da música sertaneja[carece de fontes?].

## Biografia
Antes de o destino unir esses parceiros, Felipe trabalhou como verdureiro e caminhoneiro, mas envolvido com a música desde os 12 anos quando começou a cantar no grupo escolar. Felipe sempre buscou sua realização na música participando de vários festivais. Falcão por sua vez, formado em jornalismo, trabalhava como apresentador da TV Anhanguera de Goiás (TV Globo) e apresentava concursos de música da região e foi em um desses concursos, onde Felipe participava como intérprete e Falcão como apresentador, que foram apresentados por uma amiga em comum. Logo, a amizade não demorou a acontecer e Marcelo Moraes e Antonio Rosa descobriram a afinidade em cantar e compor juntos, ainda sem pretensão de fazer sucesso. "Em 1985 fui participar de um Festival em Goiânia e o Falcão era o apresentador do Festival e logo ficamos amigos. Eu sempre dizia que queria cantar em dupla e comecei a incentivar o Falcão a cantar. Logo ele começou a se interessar e fazer a segunda voz. No ano seguinte deixei o emprego e estruturamos a dupla", conta Felipe.
Recebendo o apoio de amigos e da grande incentivadora Fátima Leão, a dupla grava o primeiro álbum em 1986, dando destaque para as músicas “Por Amor se Morre” e “Gosto da Felicidade” obtendo grande repercussão no estado de Goiás e resultando em inúmeras apresentações pela região. Em 1987 veio o segundo disco gravado em São Paulo e a dupla emplaca outros grandes sucessos como: “Que Pena”, “Você é Isso”, ”Homem Tem Que Ter Mulher”. Em todo território nacional, esse álbum atingiu a marca de mais de 300 mil cópias vendidas e a partir daí a dupla lota sua agenda e marca sua carreira com sucessos que para o público também não podem faltar nos shows como: "Deixa Eu Te Amar Por Favor", "Hoje Não é Nosso Dia", "Grito de Amor", "Comitiva dos Solteiros", "Vai Por Aí", "O Milagre da Santa", "Vou Mandar o Paulo Atrás", "O Karatê", entre outras.
Além de grande intérprete Felipe reúne em seu histórico como compositor, grandes sucessos gravados por artistas consagrados como: Bruno & Marrone, Edson & Hudson, Daniel, Guilherme & Santiago e Alexandre Pires, além do talento como produtor musical.
Com certeza Felipe & Falcão possuíram motivos para comemorar todo sucesso, experiência e respeito adquiridos durante os 24 anos de amizade e trabalho juntos.

### Após a morte de Falcão
Muito abatido com a morte de Falcão, Felipe parou de cantar por um período e, incentivado por fãs, amigos, parceiros e familiares, decidiu procurar um novo parceiro para dar continuidade à dupla; chegou-se a cogitar um concurso, na TV, para selecionar aquele que seria o novo Falcão.
Esse concurso acabou não acontecendo, pois Felipe foi apresentado por Elaine Scalon a Almiro Almeida de Oliveira, que integrava a dupla Frank & Jordão. Chama atenção a semelhança tanto do seu porte físico, quanto da voz com o antigo Falcão.
Em maio de 2010, a nova formação foi apresentada pelo sertanejo Edson, no programa Rota Sertaneja.
No dia 12 de abril de 2018, através de um comunicado oficial, foi anunciado a nova formação da dupla Felipe & Falcão com o cantor Aurélio Bruno Santos, substituindo Almiro Almeida de Oliveira que decidiu se desligar da parceria, onde atuou como Falcão durante anos.

## Discografia
A dupla Felipe & Falcão, em sua formação original, reuniu 12 CDs gravados e 2 DVDs. O último trabalho lançado, “Boteco”, foi produzido pelo cantor Edson, da dupla sertaneja Edson & Hudson, que também cantou ao lado de Felipe & Falcão e de Bruno, da também dupla sertaneja Bruno & Marrone.

### Primeira Formação
LPs
- 1986 - Gosto da Felicidade
- 1987 - Você é Isso
- 1989 - Olhando em Seus Olhos (Vol. 3)
- 1991 - Felipe & Falcão - Vol. 4
- 1993 - Felipe & Falcão
- 1995 - Felipe & Falcão - Vol. VI

CDs
- 1997 - Felipe & Falcão - Vol. 7
- 1999 - Felipe & Falcão - Vol. 8
- 2001 - Acústico
- 2003 - Nóis é Simprão de Tudo
- 2006 - 20 Anos - Ao Vivo
- 2008 - Boteco

DVDs
- 2006 - 20 Anos - Ao Vivo
- 2008 - Boteco

### Segunda Formação
CDs
- 2011 - Felipe & Falcão
- 2013 - O Mió Que Tá Teno Pra Dançar

### Terceira Formação
- 2019 - 30 Anos de História

DVD 
2019- 30 anos de história 